# イオンモール名古屋茶屋
イオンモール名古屋茶屋（イオンモールなごやちゃや）は、愛知県名古屋市港区西茶屋に所在するイオンモール運営のショッピングセンター。2014年（平成26年）6月27日開業。

## 概要
名古屋市港区の西部にある「南陽地区」の一角に立地する。同地区の大半は第2種住居地域のため、本来は大型商業施設の建設・開発が認められていないが、開発整備促進区の指定でこれらが可能になることから、イオンモールおよび名古屋市茶屋新田土地区画整理組合が名古屋市に向けて要望を提出した。この要望を受け、2012年（平成24年）8月に「商業施設と交通広場の一体的な整備を誘導する」という、新地区計画を内容とする案を市の住宅都市局が取りまとめ、2013年（平成25年）1月25日開催の市の第3回都市計画審議会で計画の決定が可決された。これは、静岡県富士宮市と徳島県藍住町に次ぐ、全国で3番目の指定事例となっている。
同区画整理事業は総面積が約215,000m2のうち約90%が促進区の指定対象となり、商業地区として容積率の最高限度が180%とされることになった。開業時の当施設の敷地面積は約186,000で、この時の区画整理事業の大半を占めている。また、指定に際して「都市機能の増進に寄与するため、進出する事業者には公共の利益につながる都市基盤の整備が求められる」とされ、名古屋市内中心部とを結ぶ路線バスなどが発着する面積約3,000m2の交通広場（バスターミナル）と周辺道路との接続通路や歩行者用通路のほか、敷地外周部に全面積の20%以上の緑地を整備することが計画に盛り込まれた。
建物は鉄骨・鉄筋コンクリート造、地上5階建て。国内外の商業施設を多く手がけるデザイン事務所、ラグアルダ・ロウ・アーキテクツ (LLA) とコラボレーションした、"南陽の丘"をイメージするデザインを取り入れた。また、施設が海から約1.5kmしか離れていないことを考慮して、2階より上には津波の発生時に一時避難できる空間が用意されており、市の津波避難ビルの指定を受けている。この他にも区画整理区域が主要幹線道路に面していないため、計画に盛り込まれた周辺道路との接続道路を通じて、当施設に出入りする形となっている。

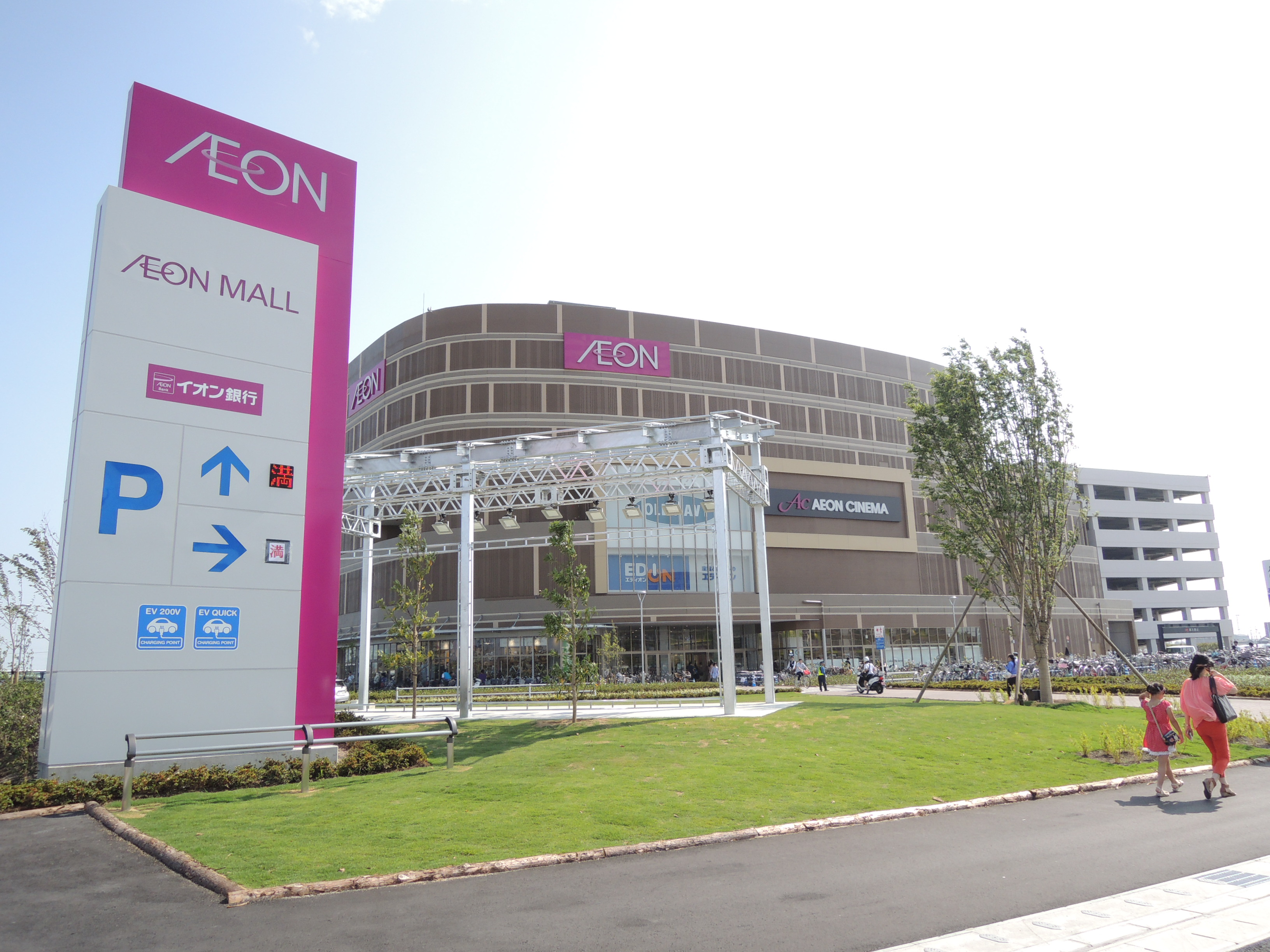
建物北東側から

## 南陽交通広場

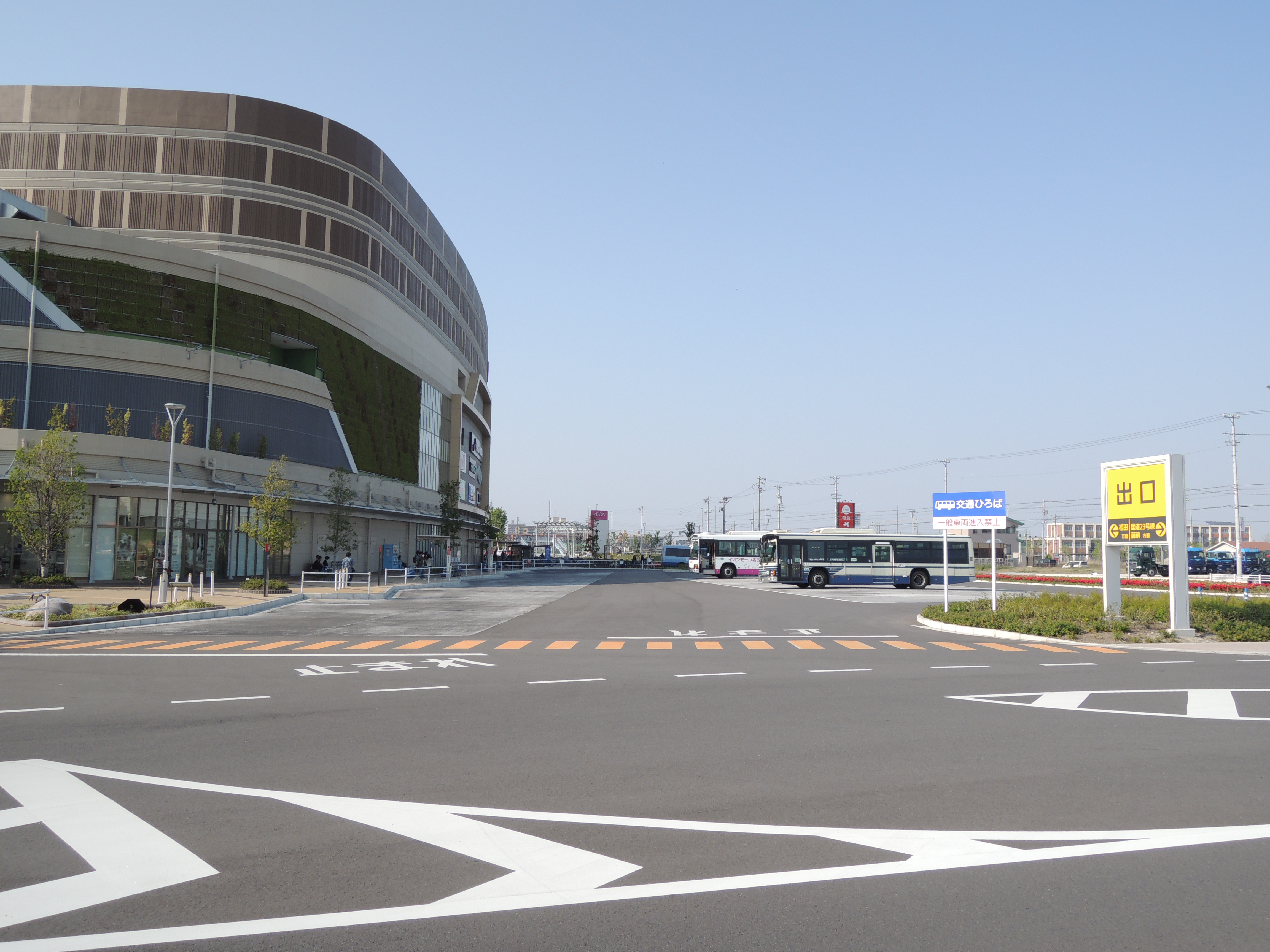
南陽交通広場

モール開業に先立つ2014年（平成26年）6月22日に開設。
前述のように、促進区の指定を受けることを目的とした公共施設整備の一部であり、面積約3,000m2の公共交通広場（バスターミナル）を中心として敷地の東側部分に整備された。
名古屋市営バスと三重交通バスが乗り入れ、停留所名は名古屋市営バスが「南陽交通広場」、三重交通バスが「イオンモール名古屋茶屋」となる。開業時点では平日で約230本 / 日が運行されている。

### 運行経路

#### 名古屋市営バス
春田駅・高畑駅・ 八田駅・港区役所・戸田荘・河合小橋・日光川公園発着の系統が乗り入れる。
また、東海11・12号系統は名古屋市営地下鉄名港線 東海通駅（東海11号系統・東海12号系統）と、名古屋臨海高速鉄道あおなみ線 港北駅（東海12号系統のみ）または荒子川公園駅（東海11号系統のみ）を経由する。
- 春田11号系統・南陽巡回系統
- 高畑14号系統
- 東海11号系統
- 東海12号系統
- 高畑15号系統

#### 三重交通バス
名古屋駅・名鉄バスセンターから名古屋高速2号東山線および5号万場線を経由して高速バスが乗り入れる。2017年（平成29年）5月7日までは栄・オアシス21発着で運行していた。
2016年（平成28年）4月1日からは三重交通発行のemica、名古屋市交通局などが発行するmanaca等の全国交通系ICカードが利用可能となっている。
2020年（令和2年）4月1日に路線改変を行い、高速経由の系統は1日1往復に減便され、一般道経由（国道1号・かの里経由の52系統と国道23号（名四国道）・日光川公園経由の62系統）が乗り入れるようになった。
2023年10月1日に一般道経由を減便し、高速経由を増便。走行経路を名古屋高速2号東山線・5号万場線および名古屋第二環状自動車道（富田IC～名古屋西JCT）経由へ変更。

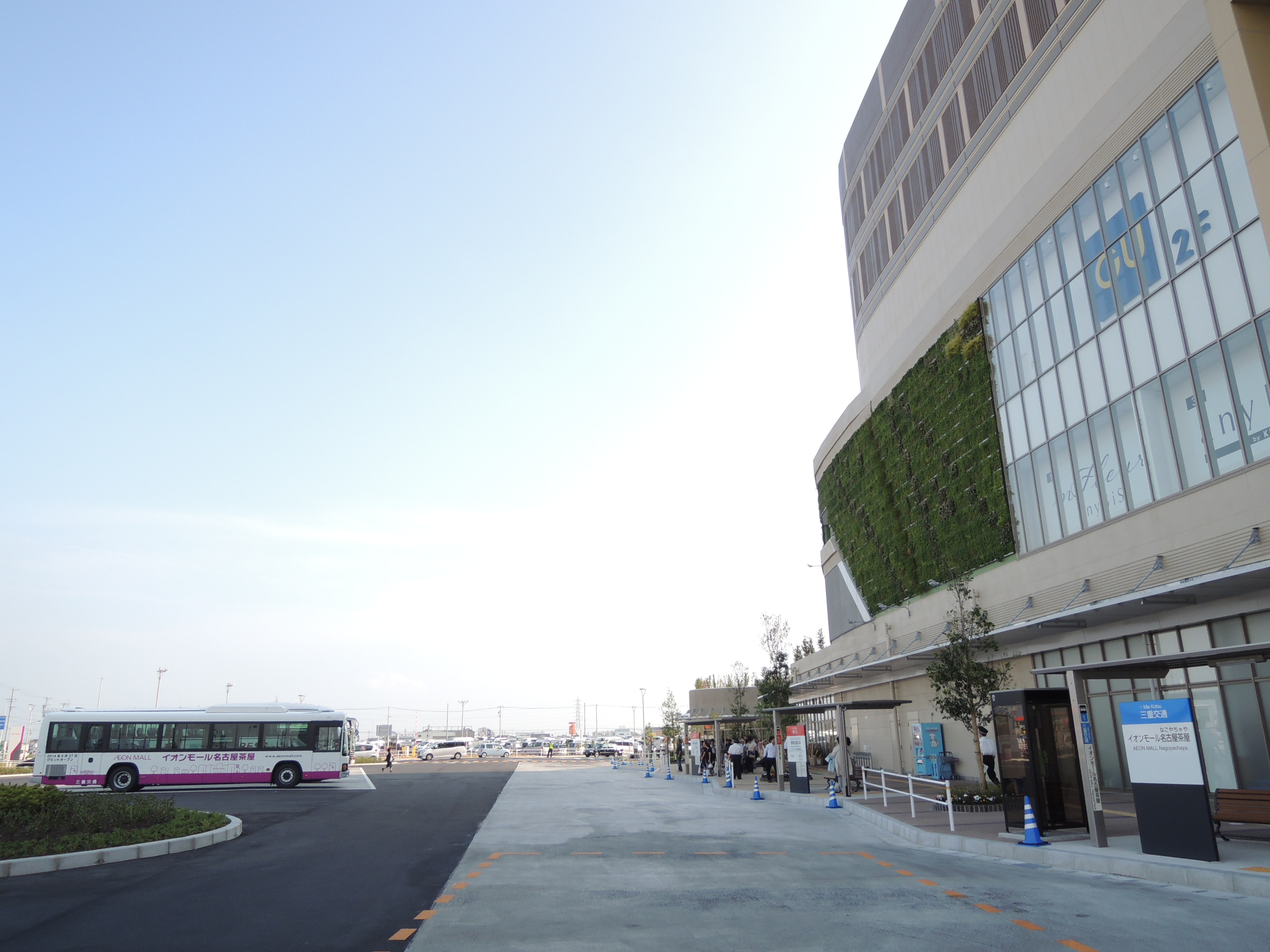
待機中の三重交通によるバス（2014年（平成26年）6月25日）
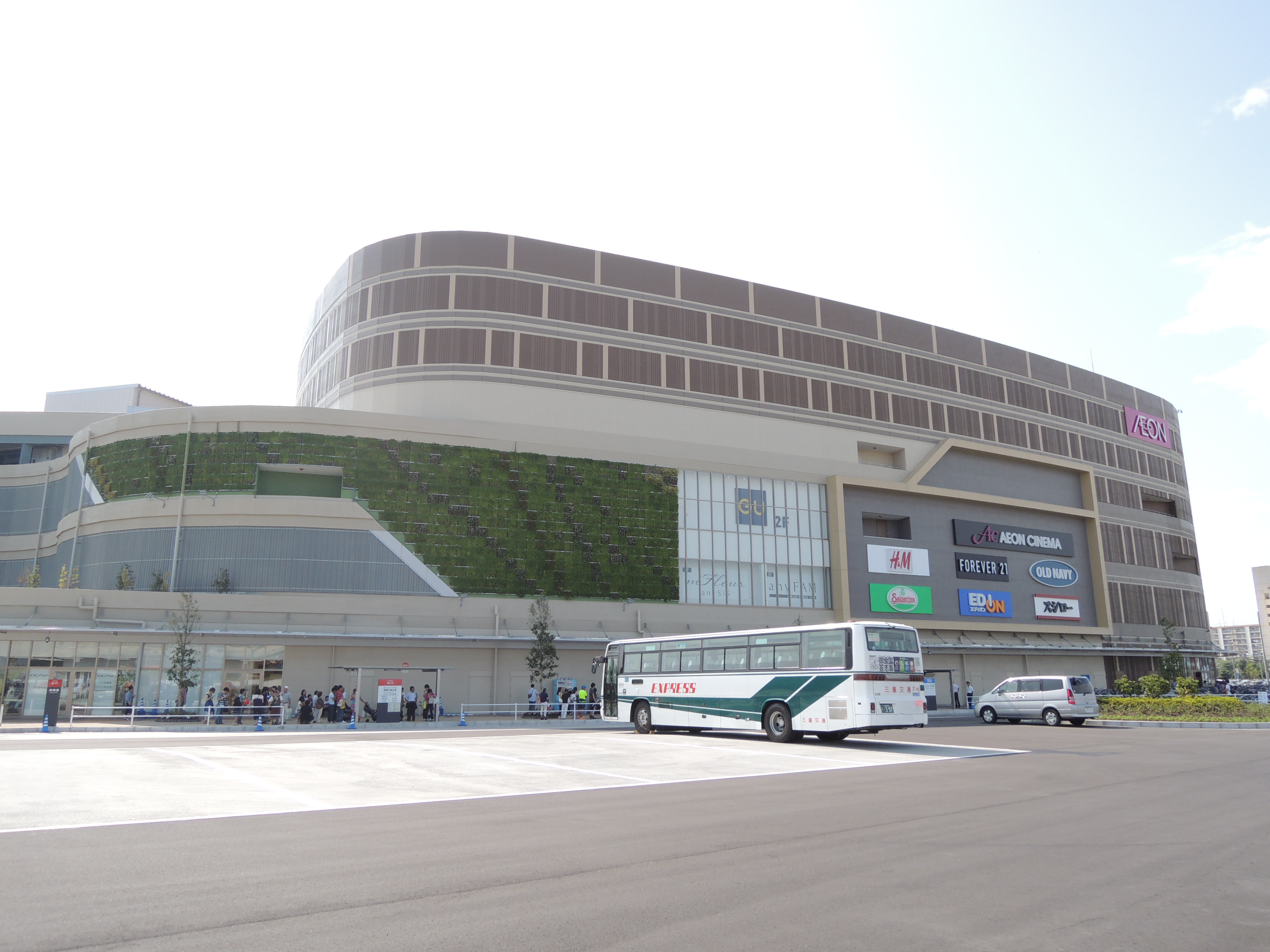
南陽交通広場全景（2014年（平成26年）6月29日）
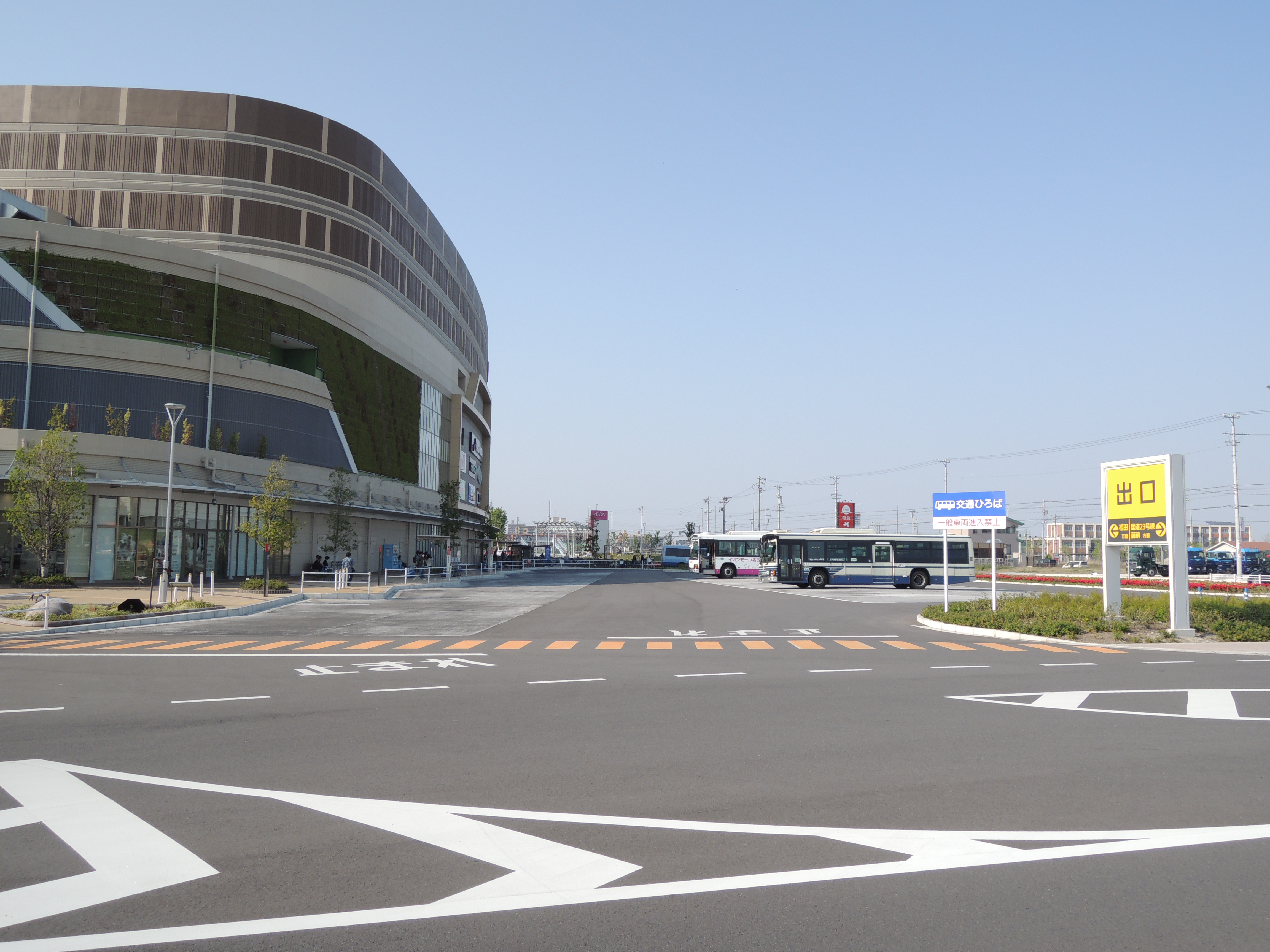
南陽交通広場入口（2015年（平成27年）4月26日）

## 付記
開業当初の混雑防止の観点から公共交通機関の利用を推奨しており、manacaを使用して名古屋市営バスにて来店した買い物客に対して一定条件のもと、BUS-PO（バスポ）キャンペーンとして特典を付与している。
後述のように当店とイオンモール名古屋みなとの間で無料シャトルバスが運行されていた（毎週土曜・日曜と祝日のみ。2021年（令和3年）2月28日付で、イオンモール名古屋みなとの閉鎖に伴い終了。）。

## 沿革

### 2012年（平成24年）
- 8月 - イオンモールと名古屋市茶屋新田土地区画整理組合の要望を受けて名古屋市住宅都市局が「開発整備促進区」に指定する地区計画の原案を策定[新聞 4]。

### 2013年（平成25年）
- 1月25日 - 名古屋市の第3回都市計画審議会で当地区（茶屋新田地区）を「開発整備促進区」に指定する地区計画が可決[新聞 5]。
- 6月6日 - （仮称）イオンモール西茶屋として開発計画を発表。[WEB 11]。

### 2014年（平成26年）
- 4月18日 - 開業日や専門店などを発表[WEB 12]。
- 6月8日 - 「イオン ふるさとの森」植樹祭を開催[WEB 13]。
- 6月24日 - 報道関係者向けの内覧会を開催[WEB 14]。
- 6月25日 - ソフトオープン。[要出典]
- 6月27日 - 正式開業[新聞 1]。

### 2015年（平成27年）
- 3月27日[要出典] - 土日祝日限定でイオン名古屋茶屋店とイオンモール名古屋みなとを結ぶ無料シャトルバス運行開始[WEB 10][WEB 15]。

### 2021年（令和3年）
- 2月28日 - イオンモール名古屋みなと閉館。よって、両モール間のシャトルバスの運行も終了。

## 主なテナント
- イオンスタイル名古屋茶屋（1階・2階・3階）
- H&M（1階）：開業時の店舗面積約1,800m2 [WEB 3]
- エディオン[新聞 1]（2階[WEB 3]）：開業時の店舗面積約1,800m2 [WEB 3]
- 無印良品（2階[WEB 3]）：開業時の店舗面積約1,000m2 [WEB 3]
- 未来屋書店（3階）：開業時の店舗面積約1,500m2 [WEB 3]
- イオンシネマ名古屋茶屋（4階）：開業時は12スクリーンで約1,800席[WEB 3] - 10番スクリーンは、中部圏初のドルビーアトモス対応[WEB 16]。

## 周辺
- 名古屋市立第二斎場 - 2015年（平成27年）7月13日稼働[新聞 6]。
- ポートウォークみなと - アピタ港店
- 東京インテリア家具名古屋本店[注釈 3]
- トライアルスーパーセンター名古屋茶屋店 - 2021年（令和3年）10月13日オープン。

## 周辺の今後
2021年（令和3年）5月1日の名古屋第二環状自動車道（名古屋環状2号線 / 国道302号の専用部）・飛島JCT - 名古屋西JCT間の開通後、イオンモールの正面側の市道と国道302号（名古屋環状2号線）が交差する両茶橋東交差点に南陽ICが開業。
2021年（令和3年）7月24日の名古屋市都市計画道路万場藤前線の全線開通に伴い、国道1号や八熊通（愛知県道29号弥富名古屋線）から一本道でアクセスできるようになった。

## 脚註